# Лининьш, Арнольд
Арнольд Лининьш (латыш. Arnolds Liniņš; 11 декабря 1930 — 12 сентября 1998) — советский и латвийский театральный актёр, режиссёр и педагог. Народный артист Латвийской ССР (1977).

## Биография
Арнольд Лининьш родился 11 декабря 1930 года в Риге, в семье имевшей немецкие корни. Мать репатриировалась в 1939 году в Германию и мальчик воспитывался в доме приёмных родителей.
Окончил 5-ю Рижскую среднюю школу, театральный факультет Латвийской государственной консерватории им. Я. Витола (1952), Высшие режиссёрские курсы Государственного института театрального искусства в Москве (1965).
С 1952 года актёр Государственного драматического театра им. А. Упита (Национальный театр). Был популярным эстрадным исполнителем. Режиссёр Даугавпилсского музыкально-драматического театра (1959), актёр и режиссёр Государственного театра юного зрителя Латвийской ССР (1960—1964), режиссёр самодеятельного театра Рижского дома учителя (1965), ассистент режиссёра и режиссёр-постановщик Государственного академического театра оперы и балета Латвийской ССР (1966—1970), главный режиссёр Государственного академического художественного театра им. Я. Райниса (Театр Дайлес, 1971—1987), руководил переездом театра в новое здание (1977). В 1987 году ушёл с поста главного режиссёра, но остался в театре на должности режиссёра-постановщика.
Лауреат Государственной премии Латвийской ССР (1976) за постановку спектаклей «Последний барьер» Андрея Дрипе, «Бранд» Генрика Ибсена, «Оле Бинкоп» Эрвина Штритматтера.
Принимал участие в постановках спектаклей в Рижском театре оперетты, Театре оперы и балета, Государственном драматическом театре, Лиепайском драматическом театре, Кукольном и Молодёжном театрах.
В качестве приглашённого режиссёра работал в драматических театрах Шауляя (Литва) и Враца (Болгария), в качестве приглашённого актёра выступал на сцене Нового Рижского театра (1994—1996).
Преподавал в стенах Латвийской государственной консерватории, был руководителем режиссёрских курсов. Преподавал и руководил актёрскими студиями Театра Дайлес и Латвийской академии культуры.
Снимался в кино на Рижской киностудии. Вёл занятия в Народной студии киноактёра.
Супруга — режиссёр и театральный деятель Айна Матиса.
Скончался 12 сентября 1998 года в Риге, похоронен на Лесном кладбище. В 2001 году на могиле установлен памятник работы скульптора О. Фелдберга.

## Признание и награды
- 1976 — Лауреат Государственной премии Латвийской ССР
- 1977 — Народный артист Латвийской ССР
- 1986 — Премия им. Екаба Дубурса

## Творчество

### Роли в театре

#### Театр драмы им. А. Упита (Национальный театр)
- 1953 — «Лес» А. Н. Островского — Пётр
- 1953 — «Злой дух» Рудольфа Блауманиса — Андриевс
- 1953 — «Неназванная фамилия» В. Минко — Сашко
- 1953 — «Цеплис» по роману Павила Розитиса — Цезарь Цауне
- 1954 — «Индраны» Рудольфа Блауманиса — Нолиньш
- 1955 — «Семейное дело» Ежи Лютовского — Кристоф
- 1955 — «Дни портных в Силмачах» Рудольфа Блауманиса — Карленс
- 1957 — «Преступление и наказание» по роману Ф. М. Достоевского — Разумихин
- 1958 — «Филумена Мартурано» Эдуардо де Филиппо — Умберто

#### Государственный театр юного зрителя Латвийской ССР
- 1961 — «Униженные и оскорблённые» по роману Ф. М. Достоевского — Алёша
- 1961 — «Принцесса Гундега и король Брусубарда» Анны Бригадере — Марис
- 1961 — «Троянский конь» Гунара Приеде — Гунтис
- 1962 — «Внуки Колумба» Зигмунда Скуиня — Роберт Красткалнс

#### Новый Рижский театр
- 1994 — «История кавалера де Гриё и Манон Леско» Л. Гундара по роману аббата Прево — Губернатор
- 1995 — «Огненная тьма» Альфонсо Вальехо — Отец
- 1996 — «Чайка» А. П. Чехова — Дорн

### Режиссёрские работы

#### Даугавпилсский музыкально-драматический театр
- 1959 — «Миллион за улыбку» Анатолия Софронова
- 1959 — «Сквозило из окна» Яниса Лусиса

#### Государственный театр юного зрителя Латвийской ССР
- 1962 — «Все это не так просто» (латыш. "Tas nav tik vienkārši") Георгия Шмелёва
- 1964 — «Судьба барабанщика» (латыш. "Bundzinieka liktenis") Аркадия Гайдара
- 1964 — «Оловянные кольца» (латыш. "Alvas gredzeni") Тамары Габбе

#### Театр драмы им. А. Упита (Национальный театр)
- 1967 — «Близнецы Чёртова кряжа» по роману Эгона Ливса
- 1970 — «Пятиэтажный город» по роману Вилиса Лациса
- 1971 — «Бескрылые птицы» по роману Вилиса Лациса
- 1993 — «Смертельная ловушка» Айры Левина

#### Художественный театр им. Я. Райниса (Театр Дайлес)
- 1970 — «Стена» по поэме Я. Марцинкевича
- 1971 — «В какую гавань?» Арвида Григулиса
- 1971 — «Немного о женщине» Эдварда Радзинского
- 1972 — «Дурак и утюжники»" Паула Путниньша (совместно с Улдисом Пуцитисом)
- 1972 — «Отилия и дети её детей» Гунара Приеде (совместно с Айной Матисой)
- 1972 — «Ричард III» Уильяма Шекспира
- 1973 — «Краткое наставление в любви» Рудольфа Блауманиса
- 1973 — «Ночь игуаны» Теннесси Уильямса
- 1974 — «Все в саду» переработанная Эдвардом Олби пьеса Дж. Купера
- 1974 — «Последний барьер» инсценировка рассказа Андрея Дрипе
- 1975 — «Бранд» Генрика Ибсена
- 1975 — «Оле Бинкоп» Эрвина Штритматтера
- 1976 — «Протокол одного заседания» Александра Гельмана
- 1977 — «Приходи на лестницу играть» Гунара Приеде
- 1978 — «Тебе на славу» Гунара Приеде
- 1979 — «Миндовг» Я. Марцинкевича
- 1980 — «Елизавета, королева английская» Фердинанда Брукнера
- 1980 — «Разве мы его узнаем?» Гунара Приеде
- 1980 — «Тревожная учёба» Гунара Приеде
- 1981 — «Сладкое бремя» Пауля Путниньша
- 1981 — «Иосиф и его братья» Райниса
- 1982 — «Голубая» Гунара Приеде
- 1984 — «И дольше века длится день» Чингиза Айтматова
- 1985 — «Лето» Эдварда Бонда
- 1986 — «Наши дети» Пауля Путниньша
- 1987 — «Индулис и Ария» Райниса
- 1989 — «Грехи Трины» Рудольфа Блауманиса
- 1989 — «Свидания» Петера Надаша
- 1992 — «Кандида» Джорджа Бернарда Шоу
- 1995 — «Сид» Пьера Корнеля
- 1996 — «Много шума из ничего» Уильяма Шекспира

#### Музыкальный театр
- 1989 — «Homo Novus» Андрея Янсона и Аншлава Эглитиса
- 1994 — «Марица» Имре Кальмана
- 1994 — «Из подслащённой бутылки» Иманта Калныньша по пьесе Рудольфа Блауманиса

#### Национальная опера
- 1991 — «Норма» Винченцо Беллини

#### Лиепайский театр
- 1993 — «Дни портных в Силмачах» Рудольфа Блауманиса
- 1994 — «Славное первое июня» Ричарда Шеридана
- 1995 — «Абу-Гассан» Карла Марии фон Вебера
- 1995 — «Джанни Скикки» Джакомо Пуччини
- 1995 — «Мещанин во дворянстве» Мольера

#### Кукольный театр
- 1996 — «Рассказ о Тилле и мужчине с собаками» Андры Нейбурги

#### Актёрская труппа молодёжного театра
- 1996 — «Ингеборга» К. Гёца

#### Театр одной постановки
- 1989 — «Зелёная кружка» М. Зиверта (совместно с Андрисом Малиньшем)

#### Шяуляйский драматический театр
- 1982 — «Сладкое бремя» Пауля Путниньша

#### Врацский драматический театр
- 1986 — «Дни портных в Силмачах» Рудольфа Блауманиса

## Фильмография
- 1957 — Рита — Пьер
- 1967 — Дышите глубже — Миервалдис Тралмакс
- 1970 — Рыцарь королевы
- 1973 — Прикосновение
- 1973 — Ключи от города — эпизод
- 1978 — Театр
- 1979 — Незаконченный ужин — Отто Хампус Бруберг
- 1979 — Ждите «Джона Графтона» — Сниккер
- 1983 — Чужие страсти — Цыган
- 1983 — Выстрел в лесу — Трукша
- 1986 — Последний репортаж — Науманн
- 1991 — Депрессия
- 1992 — Тайны семьи де Граншан — Вернон
- 1996 — Анна